# カレル・ロプライス

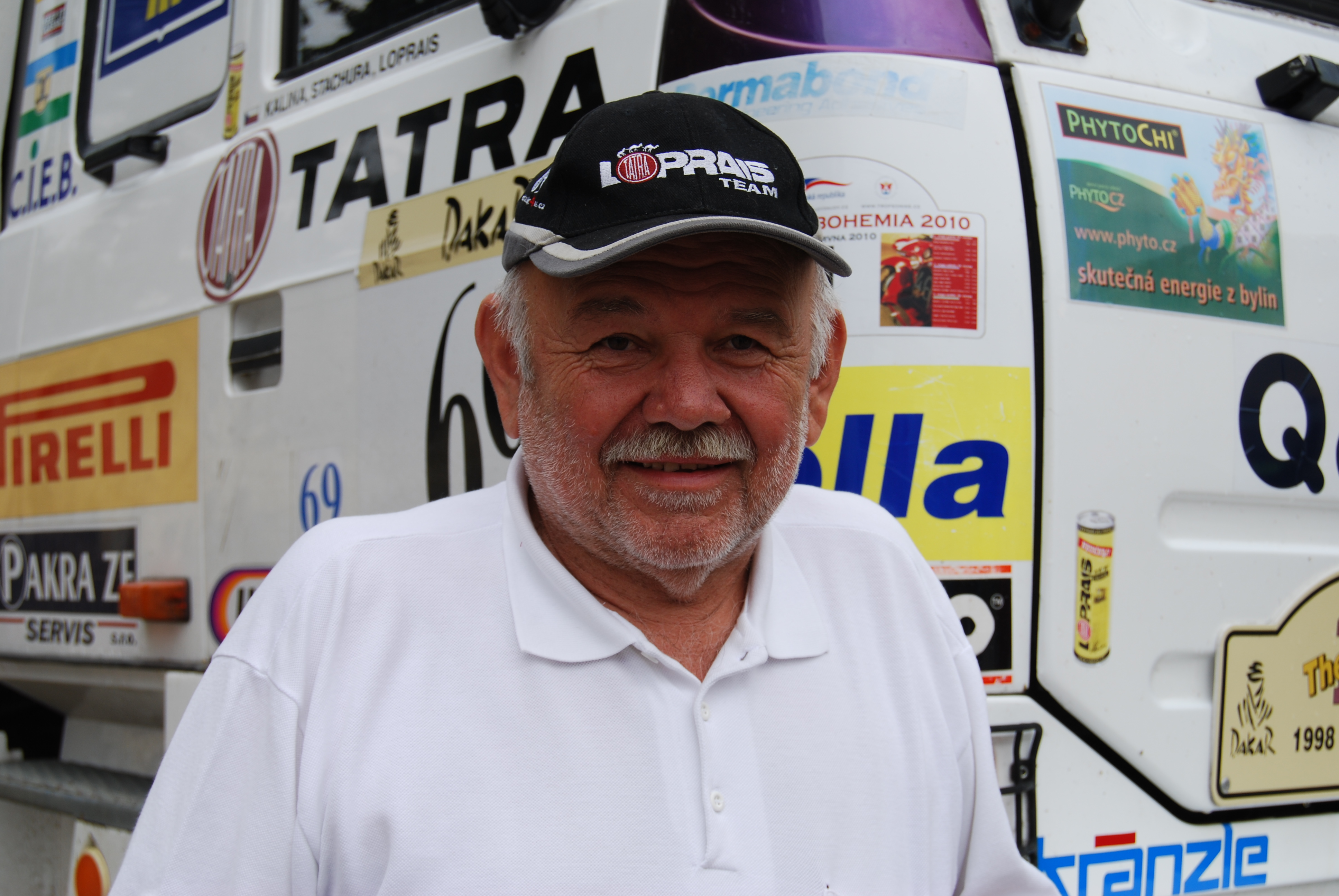
2011年

カレル・ロプライス（Karel Loprais、1949年3月4日 - 2021年12月30日）はチェコのオフロードトラックレーサー。アレス・ロプライスの叔父にあたる。
80年代後半-00年代半ばまでダカール・ラリーのトラック部門で一貫してタトラで参戦し、6度の総合優勝を果たした。

## 経歴
チェコスロバキアのフレンシュタート・ポド・ラドホシュチェムに生まれる。
1967年、18歳でオストラヴァのタトラの工場に就職し、1970年代にはテストドライバーになった。以降キャリアを通じてタトラのみをドライブした。
リビアに1年近くいてオフロード走行の経験があったことを買われ、1986年にタトラ・815でダカール・ラリーに初出場。ナビはラドミール・スタッチュラで、この後2000年まで彼と組むことになる。なおこの大会で出発地点のパリに向かう途中、ロプライスのトラックは高速道路の走行ができるナンバープレートを装着していたが、ドイツとフランスでは無効になることを知らなかったため、フランスの憲兵に逮捕されかけ、金を払って難を逃れたと語っている。
ロプライスはデビュー戦でいきなり2番手につけたが、最後から2番目のステージを終えて、底なし沼のような泥濘に足を取られた車両の大群に出くわした。この時点でトラック部門の首位に浮上していたが、「トラックが役に立たないところでは、他の誰も助けてくれない」とレース直後に振り返ったロプライスは、夜明けを待って彼らを何時間もかけて救助する。しかしこれのせいで最終ステージのスタート地点にたどり着く頃にはスタッフは撤収してしまっている後で、失格となった。参加者たちと主催者はロプライスたちを精神的な勝者と見做し、「フェアプレー賞」とでも呼べる「ベルサイユ市優秀賞」を与えられたのが慰みであった。

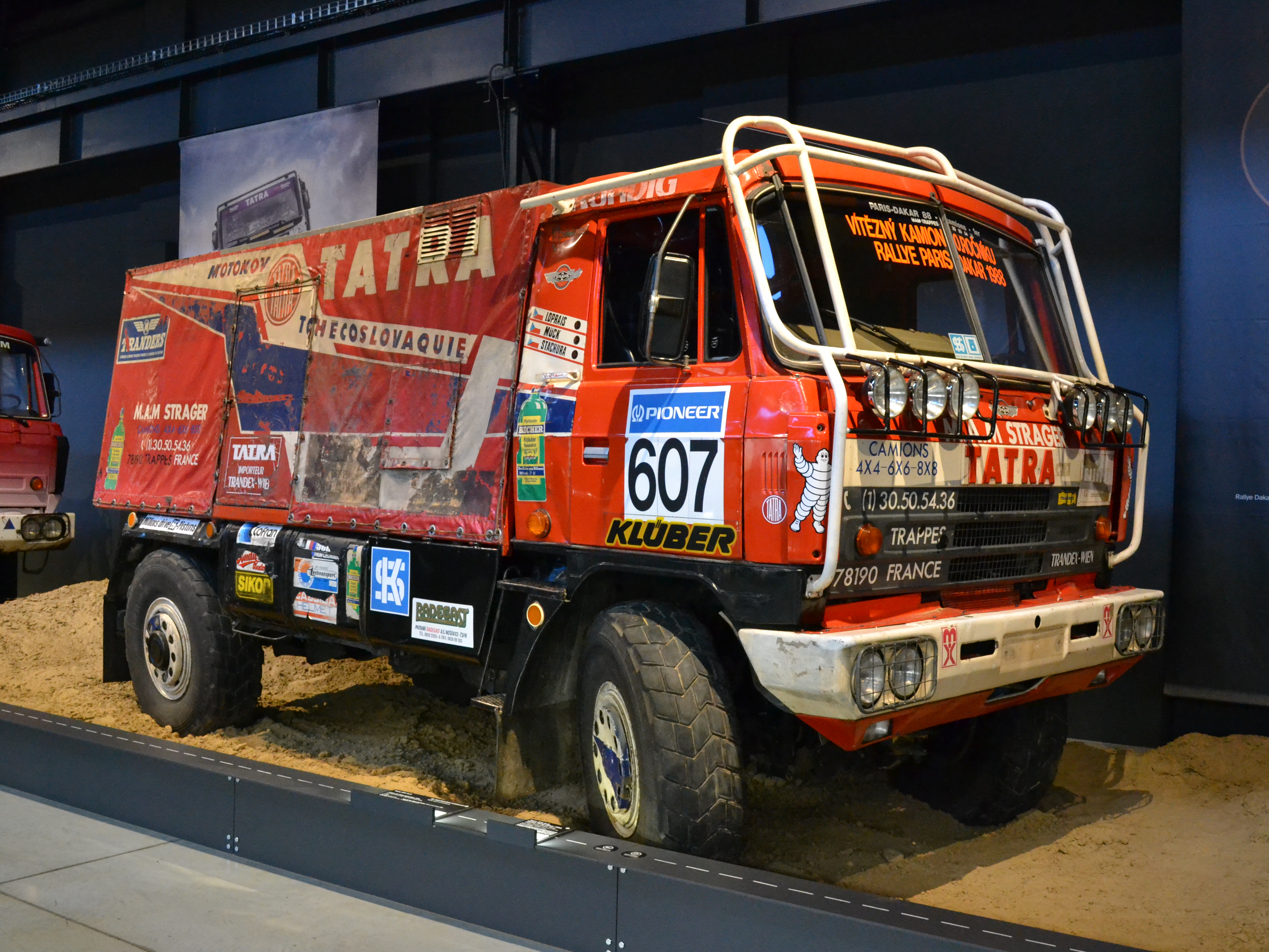
1988年初優勝時の815 4x4

初年度の815は3軸6輪で過給器を2基備えた空冷V12ディーゼルエンジンを搭載したが、高速性能を求めて四輪化し、エンジンも空冷V8となった。1987年は躍進し2位表彰台を獲得するが、目の前で勝者（この年はヤン・デ・ルーイのDAF・ターボツイン）が称えられる様を見ていたロプライスは心からは喜べず、「ゴールラインでの2位は、完走できないよりも悪かった」と振り返っている。
1988年のターボツインによる凄惨な死亡事故があった年、ロプライスは10分差で2位のLIAZ（チェコのシュコダ・オート傘下のトラックメーカー）を振り切り、初優勝を達成した。なおロプライスが窓を割ってLIAZの勝利を妨害しようとしたという噂が立つほど、両チームの仲は険悪だという説がまことしやかに語られており、インタビューでもたびたび話題に出されていたが、ロプライスはLIAZは善きライバルであったという論調で、この不仲説を完全否定している。
1989年は安全に配慮した新規定の制定が遅れたため、トラック部門は開催されなかった。
1990年からタトラのV12エンジンモデルが投入されたが、同時に1990〜1993年に4連覇を達成するペルリーニも襲来した。1991年は最終ステージの中盤まで2位に2時間半の差をつけて首位を改走していたが、ゴールまでわずか28km地点でピストンの焼け付きが発生。ロプライスは車内にある液体は油からビール、コーヒーまで投入して対処を試みるが叶わず、ペナルティにより総合4位に後退し大逆転負けを喫した。なおこの時、優勝を攫うことになるペルリーニのジャック・ウッサから救助を申し出られたが、ロプライスはこれを断っている。

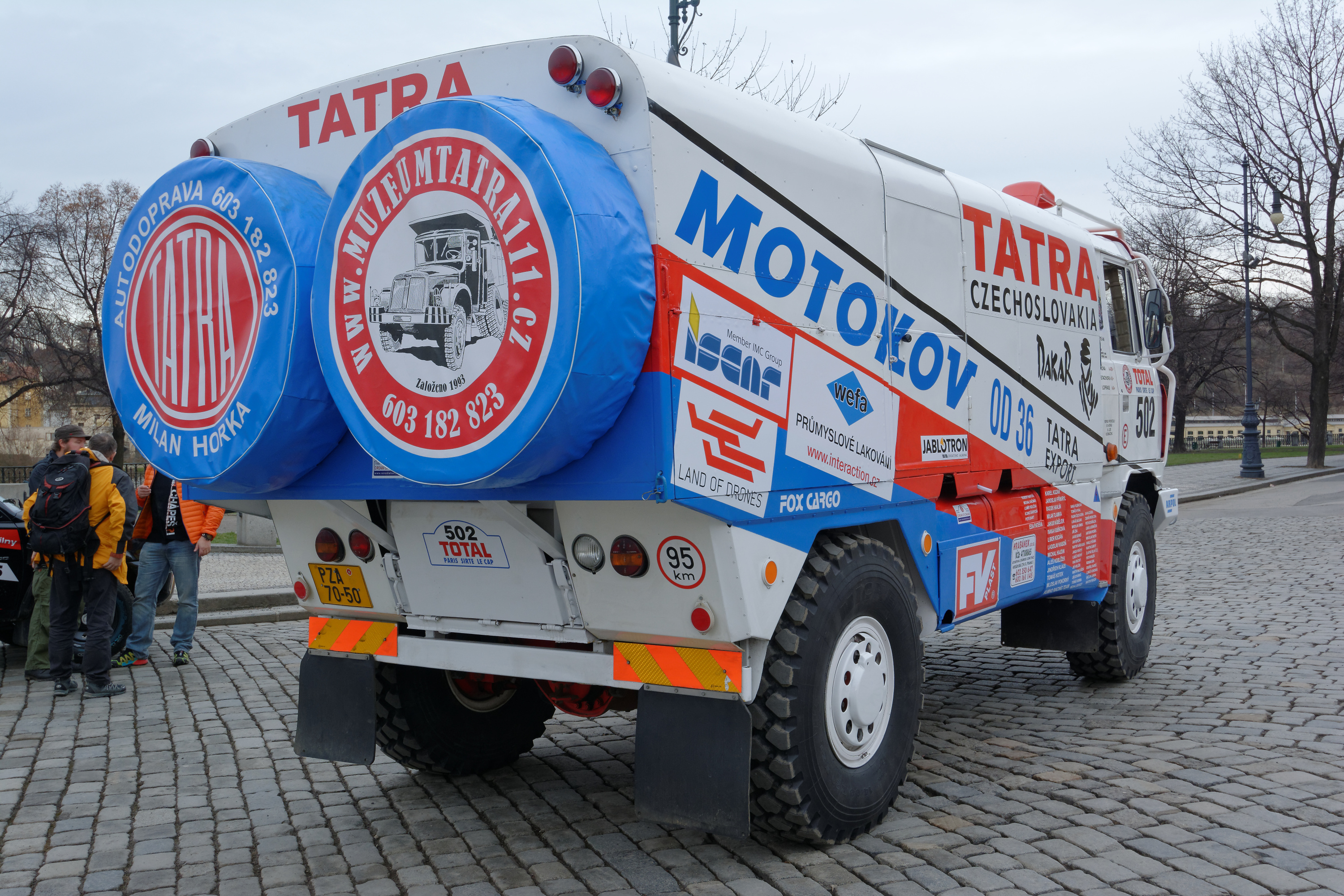
1992年の815 4x4

南アフリカのケープタウンにゴールが設定された1992年はペルリーニ勢に次ぐ3位表彰台を獲得した。1993年のみタトラは経済悪化でワークスチームを休止させため、不参加となった。
パリ〜ダカール〜パリの往復ルートとなった1994年はV12エンジンの「ファイアー」と呼ばれるモデルが投入された。車・トラック共通部門でも6位となり、ペルリーニの撤退や「死の砂丘」事件による三菱の戦線離脱を差し引いても改心の勝利であった。この時ロプライス曰く「主催者の一人がマスコミに吹き込んだ」という『ムッシュ・ダカール』（チェコ語:Pan Dakar）の異名が生まれた。またこの勝利の直後、大統領が出迎えてくれることになったが、様々な交通の問題で予定に間に合わず、日を改めて会うことになるという一幕があった。ロプライスは95年も連覇した。
1997年大会は、前年9月のマスター・ラリー（パリ〜北京）で予算を使い果たしたカマズは不参加となり、「リトル・モンスター」こと日野・レンジャーとの一騎打ちとなった。しかしマシントラブルによりタトラ勢は前半で4台中3台が離脱。ロプライスだけはなんとか2番手を走行するが、彼もマシントラブルでステージ10で脱落し、全滅の憂き目にあった。安定感のあった「ファイアー」の唯一とも言える大敗であった。
1998年大会から水冷V8でエアサスペンションを備えた「プーマ」モデルが投入される。ロプライスはこのプーマが最もお気に入りだったと語っている。この大会ではステージ9のマリで、ロプライスへのサポートを兼ねていたチームメイトのトラック2台が機関銃を持った現地武装集団の襲撃に遭った。1台はパンクしていたため、もう1台に積載物が詰め込まれて盗まれた（この盗まれたのは1994年と1995年の優勝車だった）。それでもロプライスは優勝を果たした。翌1999年も優勝して2度目の連覇を達成している。
タトラは2001年を最後にワークスチームの派遣を取りやめ、プライベーターを支援する形のセミワークス体制に変わった。ロプライスは独自チーム「ロプライス・タトラ・チーム」として、タトラの支援を受けつつも他チームとは異なる独自のマシンを開発して挑んだ。
しかし結果的には純ワークス体制最終年の2001年がロプライスにとっての最後の優勝となり、以降はウラジーミル・チャギン擁するチーム・カマズ・マスターに太刀打ちできなくなった。2003年ダカールでは5回転する大クラッシュを喫し、2005年はメカニカルトラブルでステージ10でリタイアした。
2006年は甥のアレスのナビ兼メンターとして参戦。この時57歳で、ステージ12まで走った時点で5番手だったが、規定によりサスペンション無しで固定されることになったシートが背中に直接衝撃を伝え、この痛みに耐えきれずにリタイアとなった。これを最後に一線から退いた。この時をアレスは叔父を「多くは語らなかったが、彼の言ったことは的を射ていた」と評した。翌年アレスは自身最高（2023年時点）となる3位表彰台を獲得している。

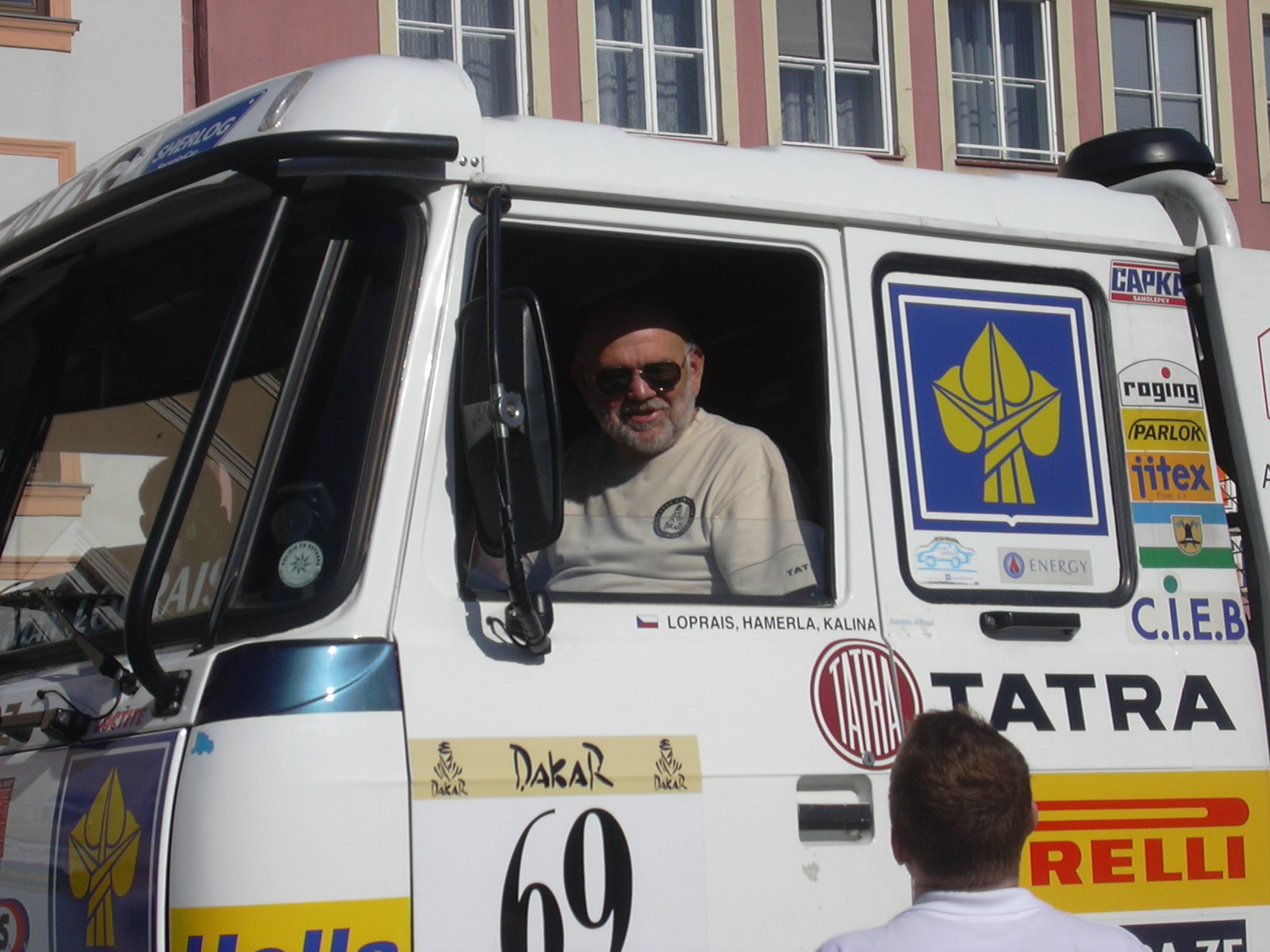
2007年

ロプライスは1986年から2006年の間に19回出場し、6回（1988、1994、1995、1998、1999、2001年）の優勝を果たした。なおこれらの内、1994・1995・1998・2001年の準優勝は日野自動車の菅原義正であった。
彼は2023年時点で唯一ダカールで総合優勝したチェコ人であり、またメーカー歴代2位となるタトラの優勝6回は全てロプライスによるものである。優勝回数はウラジーミル・チャギンに次ぐ歴代2位。
ステージ勝利数記録については、1999年までトラックはステージ勝利数が公式記録とならなかったため、チャギンの通算ステージ勝利数63回に対してロプライスのそれは16回に留まる。それでも2001年には1イベント中のステージ勝利数でチャギンの9回に次ぐ8回の記録を獲得している。

### 引退後
2008年に家が全焼してしまうが、彼への援助を惜しまない人々たちに助けられて再建した。
現役引退後の2011年に金融サービスのインスタフォレックスの支援によりプライベーター「インスタフォレックス・ロプライス・チーム」を設立。同年のシルクウェイ・ラリーでアレスが優勝している。2015年にチームはMAN、2016年はイヴェコへマシンを変更。2017年-2019年はタトラに戻ったが、2020年から現在まではプラガで参戦している。
2007年にはモータースポーツへの生涯にわたる貢献が評価され、ゴールデンステアリング ホイールを受賞。2011年には交通安全担当政府委員に任命され、2017年にはチェコ共和国大統領から功労勲章を授与された。
2022年ダカール開幕直前の2021年12月30日、ノヴィー・ジチンの病院で新型コロナウイルス感染症により死去。享年72。